# مدينة الملك فهد للاتصالات الفضائية
مدينة الملك فهد للاتصالات الفضائية تقع في محافظة جدة في منطقة مكة المكرمة غرب المملكة العربية السعودية، افتتحت في عهد الملك فهد سنة 1407 هـ الموافق 1987م، وتعد المدينة إحدى أكبر مدن الاتصالات الفضائية في العالم.

## محتويات المدينة
تحتوي الشبكة الدولية بمدينة الملك فهد للاتصالات الفضائية على المحطات التالية:
- محطتان تعملان مع أقمار عرب سات لتأمين خدمات الاتصالات الرقمية الإقليمية مع الدول العربية في النطاق الترددي سي وكيه يو والخدمات التلفزيونية بالإضافة إلى خدمات نقل المعلومات.
- محطتان تعملان مع أقمار إنتل سات السابحة فوق المحيطين الهندي والأطلسي في النطاق الترددي سي لتأمين الخدمات الهاتفية الرقمية IDR AND DAMA والخدمات التلفزيونية.
- محطتان تعملان مع أقمار إنمارسات السابحة فوق المحيطين الهندي والأطلسي لتأمين خدمات B/C/M/Mini-M.